# Cartaxo
Cartaxo es una ciudad portuguesa perteneciente al Distrito de Santarém, en Ribatejo, con cerca de 10 100 habitantes. Desde 2002 que está integrada en la região estatística (NUTS II) de Alentejo y en la subregião estatística (NUTS III) de Lezíria do Tejo; antiguamente era parte de la región de Lisboa y Valle del Tajo y a la provincia de Ribatejo. Sigue siendo considerada como una localidad ribatejana.

## Geografía
Es sede de un municipio con 158,17 km² de área y 23 187 habitantes (2021), subdividido en 6 freguesias. Los municipios están limitados al norte por los municipios de Santarém, al este por Almeirim, al sureste por Salvaterra de Magos y al oeste por Azambuja.

## Historia
El municipio fue creado en 10 de diciembre de 1815, por desmembramiento de Santarém.

## Demografía
| Gráfica de evolución demográfica de Cartaxo entre 1849 y 2021 |
|                                                               |
| Datos según el nomenclátor publicado por el INE portugués.    |

## Freguesias
Las freguesias de Cartaxo son las siguientes:
- Cartaxo e Vale da Pinta
- Ereira e Lapa
- Pontével
- Valada
- Vale da Pedra
- Vila Chã de Ourique